# Gehry Tower
La Gehry Tower è un edificio di nove piani costruito dall'architetto Frank Gehry situato nella città tedesca di Hannover. 

## Descrizione
L'edificio è stato commissionato dal servizio di trasporto cittadino, per il quale Gehry ha disegnato anche una fermata d'autobus della città.
Costruito in acciaio inossidabile, la torre spicca per il suo notevole avvitamento della facciata su di un nucleo in ferrocemento, massimizzando il piccolo spazio sul quale appoggia la struttura. Come molti degli edifici di Gehry, la torre è stata creata con l'ausilio delle più moderne tecnologie disponibili al tempo. Lo studio di Gehry ha dapprima creato un modello in scala 1:100, poi scannerizzato ed importato in un software CAD in modo da calcolare le dimensioni delle singole parti, delle più varie forme e dimensioni.
I lavori, costati 8,5 milioni di marchi tedeschi, sono cominciati nel 1999 mentre l'edificio è stato ufficialmente inaugurato il 28 giugno del 2001.